# Pyrausta pythialis
Pyrausta pythialis là một loài bướm đêm trong họ Crambidae.